# Rushock
Rushock è un paese e parrocchia civile nel Wyre Forest di Worcestershire, Inghilterra, Regno Unito. Nel 2001 la popolazione era di 138 abitanti.
 La lapide di John Bonham, il batterista della rock band dei Led Zeppelin, si può trovare presso la chiesa parrocchiale.
La parrocchia è attraversata dal fiume Elmley Brook e da un suo affluente.

## Economia
L'economia della parrocchia si basa totalmente sull'agricoltura, vi sono infatti 538 ettari di terreno coltivabile e 597 di pascoli. Nel XVIII secolo furono coltivate per la prima volta canapa e lino.

## Storia
Nel 1679 il piccolo paese fu sconvolto dall'arresto di padre Wall, sacerdote cattolico, processato a Worcester ed in seguito giustiziato per non essersi adattato ai canoni imposti dalla Chiesa Anglicana. La chiesa di San Michael è in stile gotico moderno, ma non presenta particolari caratteristiche architettoniche.

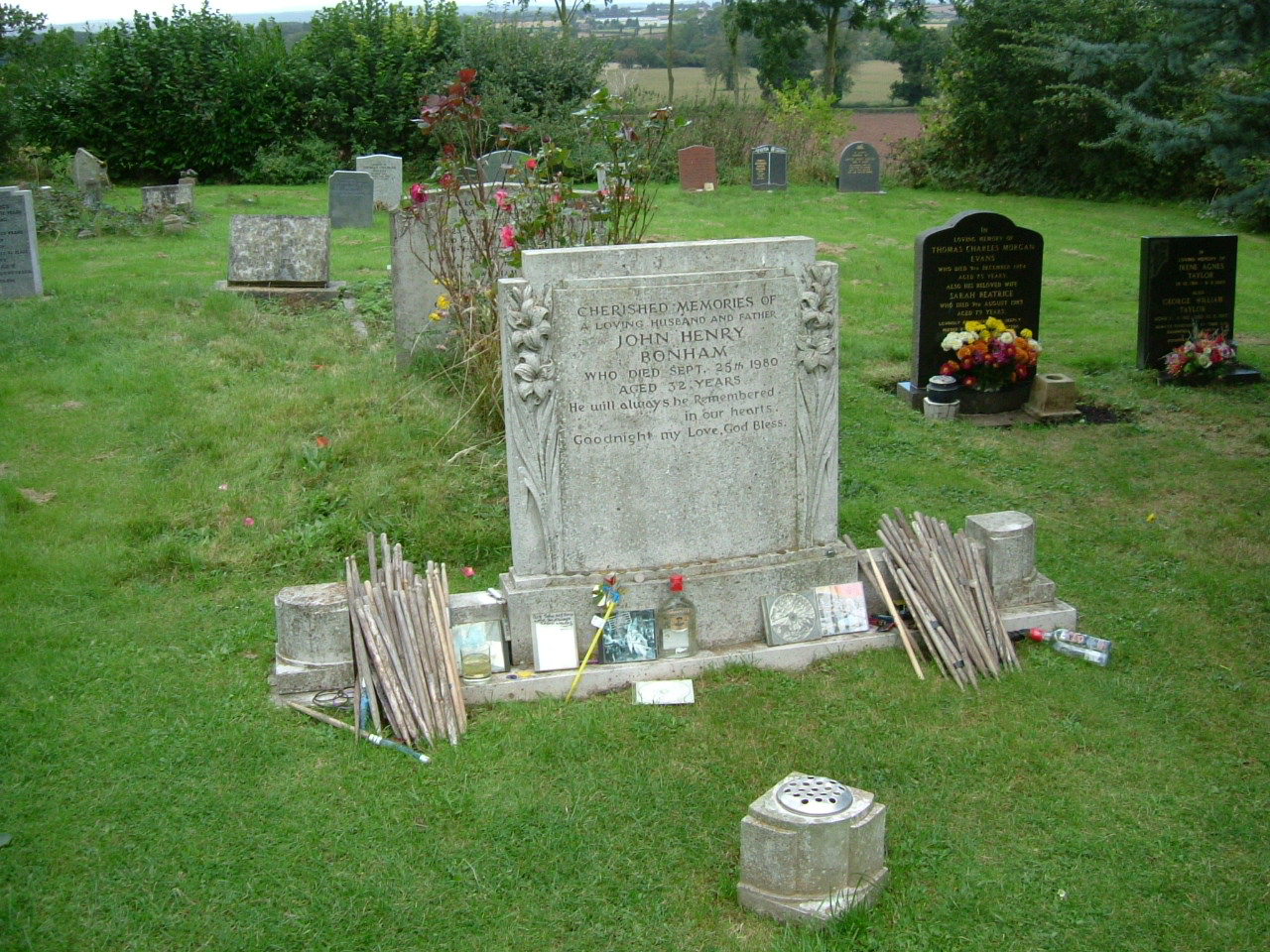
La tomba di John Bonham a Rushock